# 超妹大戦シスマゲドン
『超妹大戦シスマゲドン』（ちょうまいたいせんシスマゲドン）は、古橋秀之著のライトノベル作品。雑誌『マジキュー』（エンターブレイン）Vol.15 - 20に掲載された後、ファミ通文庫（エンターブレイン）より2005年12月から2007年2月まで刊行。イラストは内藤隆。

## 概要
操縦者の妹を無敵の超人へと変える「妹コントローラー」を偶然入手した烏山兄妹が、秘密結社〈プリオン〉と特務機関〈COMP〉の戦いへ巻き込まれていく。
全編にわたり「格闘系・オーラ全開型妹」「野獣系・ワイルドパワー型妹」「ガテン系・地底掘削型妹」「呪術系・触手斬撃型妹」「航空系・試作可変型妹」「陸戦系・火力強化型妹」「中華系・人海戦術型妹」などの個性豊かな妹たちが、死闘を繰り広げる。

## 用語解説
妹コントローラー
妹に装着するチョーカー型の受信機と、兄が操作するコントローラーがセットになった装置。イモートロン・システムと総称される。
コントローラーの形状は様々（家庭用ゲーム機のコントロールパッド型のものや鞭型など）である。
妹オーラ（妹闘気）
シスター・アクティベーション効果（兄妹間の精神的交流による妹の心身活性化）によって発生する生命エネルギーのこと。

## 主要登場兄妹
烏山（からすやま）サトル&ソラ
S-1妹グランプリ決勝戦開始時の妹強度は95万シスター。通称、妹オーラ発電所。得意技はハッスル玉。
獅子神（ししがみ）ゲンドウ&エリカ
妹強度は100万シスター。数段階にネコミミ獣化する。傷をなめることで治癒を促進するヒーリング能力も持つ。
ウィリアム&マリア・クレイトン
圧倒的数量の小型誘導弾を装備する主力陸戦妹（MBS）。通称、「小さな破壊兵器」もしくは「転ぶ火薬庫」。妹強度は120万シスター。
トム&キャシィ・ノーマン
特務機関〈COMP〉の次期主力型超音速航空妹（スーパーソニックシスター）。人型のガンナーモードから航空機型のファイターモードに変形する可変航空妹。外装を変更することで陸戦にも対応する。妹強度は120万シスター。兄はいわゆる「生きている脳」。
ジェイムズ・ジェンキンス&イーシャ・ダルシェマ
妹強度は92万シスター。ヴィクトリアン・ヨーガ（ヒンドゥー・ボクシング）の使い手。伸縮する手足と高速動作を自在に操るメイドさん。通称、舞踏王。
ミヒャエル&クララ・ティーガー
ドイツ最新最強の装甲妹（パンツァー・シュベスター）。キャタピラ式車椅子と8.8センチ戦車砲を装備する。妹強度は115万シスター。
御子崎（みこざき）百太郎&ヒミコ
妹強度は90万シスター。頭頂部に装着したミニ鳥居から様々な鬼神・妖物を召喚するカンナガラ流召喚術の使い手。兄は背後霊。
超梁山と妹武将百八騎
一人ひとりが身長2mを超える体躯を甲冑に包み、長大な矛を持った108人の騎馬妹軍団。中でも“超家双璧”と呼ばれる超河・超江の2人は腕利き。
シルヴィ・サマラン
黒い甲冑を着込み、両手剣を武器にする。妹強度は不明（超高速戦闘のため測定機器が対応できなかったため）。
海冥寺（かいめいじ）ユウカ
秘密結社〈プリオン〉最強の死神妹。通称、デスサイズ。推定妹強度666万。〈プリオン〉の指導者“ビッグ・ブラザー”直属の自立行動型妹。
堀ススム&チエミ
秘密結社〈プリオン〉のドリル妹。頭部と両腕部のドリルを用いて地中を高速移動する。
ウーヌム
地上最古の妹。角持つ天使。その正体は、総重量10億トンに及ぶシスタリウム結晶体。

## 既刊一覧
- 古橋秀之（著）・内藤隆（イラスト）、エンターブレイン〈ファミ通文庫〉、全2巻
  1. 2005年12月24日発売[1]、ISBN 978-4757725515
  2. 2007年2月28日発売[2]、ISBN 978-4757734531